# Teorema da extensão homomórfica única

## Um Pequeno Lema
Seja A um conjunto não vazio, X um subconjunto de A, F um conjunto de funções em A, e {\displaystyle X_{+}} o fecho indutivo de X sob F.
Seja B qualquer conjunto não vazio e seja G o conjunto de funçoes sobre o conjunto B, de forma que exista uma função  {\displaystyle d:F\to G} em G ,que associa com cada função f de aridade n em F a seguinte função {\displaystyle d(f):B^{n}\to B} em G(G não pode ser uma bijeção).
Partindo deste lema podemos construir o conceito de Extensão Homomórfica Unica.

## O Teorema
Se {\displaystyle X_{+}} é livremente gerado por X e F , para cada função {\displaystyle h:X\to B} existe uma única função {\displaystyle {\hat {h}}:X_{+}\to B} tal que:
```
       (1)

  

    

      

        
∀

        
x

        
∈

        
X

        
,

        

          

            

              
h

              
^

            

          

        

        
(

        
x

        
)

        
=

        
h

        
(

        
x

        
)

      

    

    
{\displaystyle \forall x\in X,{\hat {h}}(x)=h(x)}

  

;
       Para toda função 
f
 de aridade 
n
 > 0, para para todo 

  

    

      

        

          
x

          

            
1

          

        

        
,

        
.

        
.

        
.

        
,

        

          
x

          

            
n

          

        

        
∈

        

          
X

          

            
+

          

          

            
n

          

        

        
,

      

    

    
{\displaystyle x_{1},...,x_{n}\in X_{+}^{n},}

  

```

```
       (2)

  

    

      

        

          

            

              
h

              
^

            

          

        

        
(

        
f

        
(

        

          
x

          

            
1

          

        

        
,

        
.

        
.

        
.

        
,

        

          
x

          

            
n

          

        

        
)

        
)

        
=

        
g

        
(

        

          

            

              
h

              
^

            

          

        

        
(

        

          
x

          

            
1

          

        

        
)

        
,

        
.

        
.

        
.

        
,

        

          

            

              
h

              
^

            

          

        

        
(

        

          
x

          

            
n

          

        

        
)

        
)

        
,

        
o

        
n

        
d

        
e

        

        
g

        
=

        
d

        
(

        
f

        
)

      

    

    
{\displaystyle {\hat {h}}(f(x_{1},...,x_{n}))=g({\hat {h}}(x_{1}),...,{\hat {h}}(x_{n})),onde\,g=d(f)}

  

```

```
           

         
                   
```

## Implicações
As identidades vistas em (1) e (2) demonstram que {\displaystyle {\hat {h}}} é um homomorfismo, chamado especificamente de Extensão Homomórfica Única de {\displaystyle h}. Para provar o teorema, dois requisitos devem ser satisfeitos: provar que a extensão({\displaystyle {\hat {h}}}) existe e é única (garantindo a ausência de bijeções).

### Prova do Teorema da Extensão Homomórfica Unica
Precisamos definir uma sequencia de funções {\displaystyle h_{i}:X_{i}\to B} de forma indutiva , satisfazendo as condições (1) e (2) restritas a {\displaystyle X_{i}}. Para isso definimos {\displaystyle h_{0}=h} e dado {\displaystyle h_{i}} então {\displaystyle h_{i+1}} terá o seguinte grafo (lembre-se, estamos tratando um homomorfismo e portanto precisamos provar isso via grafos):
```
          

  

    

      

        
{

        
(

        
f

        
(

        

          
x

          

            
1

          

        

        
,

        
.

        
.

        
.

        
,

        

          
x

          

            
n

          

        

        
)

        
,

        
g

        
(

        

          
h

          

            
i

          

        

        
(

        

          
x

          

            
1

          

        

        
)

        
,

        
.

        
.

        
.

        
,

        

          
h

          

            
i

          

        

        
(

        

          
x

          

            
n

          

        

        
)

        
)

        
)

        

          
|

        

        
(

        

          
x

          

            
1

          

        

        
,

        
.

        
.

        
.

        
,

        

          
x

          

            
n

          

        

        
)

        
∈

        

          
X

          

            
i

          

          

            
n

          

        

        
−

        

          
X

          

            
i

            
−

            
1

          

          

            
n

          

        

        
,

        
f

        
∈

        
F

        
}

        
∪

        
g

        
r

        
a

        
f

        
o

        
(

        

          
h

          

            
i

          

        

        
)

      

    

    
{\displaystyle \{(f(x_{1},...,x_{n}),g(h_{i}(x_{1}),...,h_{i}(x_{n})))|(x_{1},...,x_{n})\in X_{i}^{n}-X_{i-1}^{n},f\in F\}\cup grafo(h_{i})}

  

 com 

  

    

      

        
g

        
=

        
d

        
(

        
f

        
)

      

    

    
{\displaystyle g=d(f)}

  

```

Primeiro devemos checar se o grafo realmente possui funcionalidade, já que {\displaystyle X_{+}} é livremente gerado, pelo pequeno lema temos que {\displaystyle f(x_{1},...,x_{n})\in X_{i+1}-X_{i}} quando {\displaystyle (x_{1},...,x_{n})\in X_{i}^{n}-X_{i-1}^{n},(i\geq 0)},então preciamos apenas determinar a funcionalidade apenas para a primeira parte da união. Tendo que os elementos de G são funções(novamente, como definido pelo lema), a unica possibilidade de ter {\displaystyle (x,y)\in grafo(h_{i})} e {\displaystyle (x,z)\in grafo(h_{i})} para algum {\displaystyle x\in X_{i+1}-X_{i}} é ter {\displaystyle x=f(x_{1},...,x_{m})=f'(y_{1},...,y_{n})} para algum {\displaystyle (x_{1},...,x_{m})\in X_{i}^{m}-X_{i-1}^{m},(y_{1},...,y_{n})\in X_{i}^{n}-X_{i-1}^{n}} e para alguns construtores {\displaystyle f} e {\displaystyle {f'}} em {\displaystyle F}.
Já que {\displaystyle f(X_{+}^{m})} e {\displaystyle {f'}(X_{+}^{n})} são disjuntos quando {\displaystyle f\neq {f'},f(x_{1},...,x_{m})=f'(y_{1},...,Y_{n})}isto implica que {\displaystyle f=f'} e {\displaystyle m=n}. Sendo todo {\displaystyle f\in F} em {\displaystyle X_{+}^{n}},nós temos que ter {\displaystyle x_{j}=y_{j},\forall j,1\leq j\leq n}.
Mas então temos {\displaystyle y=z=g(x_{1},...x_{n})} com {\displaystyle g=d(f)}, mostrando funcionalidade.
Antes de continuar precisamos utilizar um novo lema que determine regras para funções parciais, ele pode ser escrito como:
```
 (3)Seja 

  

    

      

        
(

        

          
f

          

            
n

          

        

        

          
)

          

            
n

            
≥

            
0

          

        

      

    

    
{\displaystyle (f_{n})_{n\geq 0}}

  

 uma sequencia parcial de funções 

  

    

      

        

          
f

          

            
n

          

        

        
:

        
A

        
→

        
B

      

    

    
{\displaystyle f_{n}:A\to B}

  

 tal que 

  

    

      

        

          
f

          

            
n

          

        

        
⊆

        

          
f

          

            
n

            
+

            
1

          

        

        
,

        
∀

        
n

        
≥

        
0

      

    

    
{\displaystyle f_{n}\subseteq f_{n+1},\forall n\geq 0}

  

. Então, 

  

    

      

        
g

        
=

        
(

        
A

        
,

        
⋃

        
g

        
r

        
a

        
f

        
o

        
(

        

          
f

          

            
n

          

        

        
)

        
,

        
B

        
)

      

    

    
{\displaystyle g=(A,\bigcup grafo(f_{n}),B)}

  

 é uma função parcial. 
```

Usando (3), {\displaystyle {\hat {h}}=\bigcup _{i\geq 0}h_{i}} é uma função parcial. Já que {\displaystyle dom({\hat {h}})=\bigcup dom(h_{i})=\bigcup X_{i}=X_{+}}então {\displaystyle {\hat {h}}} é total em {\displaystyle X_{+}}.
Indo além, é claro pela definição de {\displaystyle h_{i}} que {\displaystyle {\hat {h}}} satisfaz (1) e (2). Para provar a unicidade de {\displaystyle {\hat {h}}}, para qualquer outra função {\displaystyle {h'}} que satifaça (1) e (2), basta usar uma indução simples que mostre que {\displaystyle {\hat {h}}} e  {\displaystyle {h'}} servem para {\displaystyle X_{i},\forall i\geq 0}, provando assim o Teorema da Extensão Homomórfica Unica.

## Exemplo de Caso Particular
Podemos usar o teorema da extensão no calculo numérico de expressões sobre números inteiros. Primeiramente devemos definir o seguinte:
{\displaystyle A=\Sigma ^{*}} onde {\displaystyle \Sigma =Variaveis\cup \{{0,1,2,...9}\}\cup \{{+,-,*}\}\cup \{{(,)}\},onde\,*=Variaveis\cup \{{0,...,9}\}}
Seja {\displaystyle F=\{{f-,f+,f*}\}}
{\displaystyle f:\Sigma ^{*}\to \Sigma _{w\mapsto {-w}}^{*}}
{\displaystyle f:\Sigma ^{*}x\Sigma ^{*}\to \Sigma _{w_{1},w_{2}\mapsto {w_{1}+w_{2}}}^{*}}
{\displaystyle f:\Sigma ^{*}x\Sigma ^{*}\to \Sigma _{w_{1},w_{2}\mapsto {w_{1}*w_{2}}}^{*}}
Seja {\displaystyle EXPR} o fecho indutivo de {\displaystyle X} sob {\displaystyle F} e seja
{\displaystyle B=\mathbb {Z} ,G={\{Soma(-.-),Mult(-,-),Menos(-)}\}}
Seja {\displaystyle d:F\to G}
{\displaystyle d({f-})=menos}
{\displaystyle d({f+})=mais}
{\displaystyle d({f*})=mult}
Então {\displaystyle {\hat {h}}:X_{+}\to \{{0,1}\}} será uma função que calcula recursivamente o valor-verdade de uma proposição, e de certa forma, será uma extensão de função {\displaystyle h:X\to \{{0,1}\}} que associa um valor verdade a cada proposição atômica,tal que:
(1){\displaystyle {\hat {h}}(\phi )=h(\phi )}

(2){\displaystyle {\hat {h}}({(\neg \phi )})=NAO({\hat {h}}(\psi ))} (Negação)
{\displaystyle {\hat {h}}({(\rho \land \theta )})=E({\hat {h}}(\rho ),{\hat {h}}(\theta ))} (Operação E)
{\displaystyle {\hat {h}}({(\rho \lor \theta )})=OU({\hat {h}}(\rho ),{\hat {h}}(\theta ))} (Operação OU)
{\displaystyle {\hat {h}}({(\rho \to \theta )})=SE\,ENTAO({\hat {h}}(\rho ),{\hat {h}}(\theta ))} (Operação Se-Então)